# Chaffee (månkrater)
Chaffee är en nedslagskrater på månens baksida. Chaffee har fått sitt namn efter den amerikanske astronauten Roger B. Chaffee.

## Satellitkratrar
| Chaffee | Latitud | Longitud | Diameter |
| ------- | ------- | -------- | -------- |
| F       | 38.8° S | 152.5° V | 35 km    |
| S       | 39.5° S | 156.6° V | 19 km    |
| W       | 38.2° S | 155.3° V | 25 km    |